# Eurhinocricus aphenes
Eurhinocricus aphenes är en mångfotingart som beskrevs av Chamberlin 1955. Eurhinocricus aphenes ingår i släktet Eurhinocricus och familjen Rhinocricidae. Inga underarter finns listade i Catalogue of Life.